# Manifesto (Album)
Manifesto ist ein Jazzalbum von Susan Alcorn, José Lencastre und Hernâni Faustino. Die am 4.  August 2022 in den Namouche Studios in Lissabon entstandenen Aufnahmen erschienen am 23. Juni 2023 auf Clean Feed Records.

## Hintergrund
Die Pedal-Steel-Gitarristin Susan Alcorn hat ihr Instrument im Alleingang von seiner traditionellen Rolle in der Country-Musik befreit und es als aufregende und vielseitige Stimme in der freien Improvisation neu kontextualisiert, schrieb Spencer Grady. Unter anderem tat sie dies in Projekten mit Partnern wie Ingrid Laubrock, Alex Cline, Mary Halvorson, Caroline Kraabel, Ryan Sawyer und Catherine Sikora. Mitte 2021 spielte Susan Alcorn mit dem erfahrenen portugiesischen Duo von José Lencastre (Saxophone) und Hernâni Faustino (Bass).

## Titelliste
- Susan Alcorn, José Lencastre, Hernâni Faustino: Manifesto (Clean Feed CF637CD)[2]

1. The Poet	10:33
2. Two Distant Realities	3:52
3. Sombra	4:44
4. Interalia	6:37
5. Saturnalia	8:19
6. Manhã Louca	7:47

Die Kompositionen stammen von Hernâni Faustino, José Lencastre und Susan Alcorn.

## Rezeption
Nach Ansicht von Spencer Grady, der das Album in All About Jazz rezensierte, verbünde sich Susan Alcorn hier mit Lencastre und Faustino zu einer weitgehend luftigen Session, bei der Saiten- und Blas-Instrumente heimlich wie Schattenfiguren herumschleichen und „eine übernatürliche Schachpartie spielen“. Aber selbst in ihrer gespenstischsten Form, während des üppigen kristallinen Gleitens von „Sombra“ oder des Messiaen-artigen Drones von „The Poet“ – letzteres durchdrungen von Lencastres traurigem Flattern auf dem Altsaxophon – sorge Alcorn dafür, dass ihre Musik über den New-Age-Ambient-Stillstand hinausrage, was der Standardmodus vieler zeitgenössischer Pedal-Steel-Spieler sei. Diese anfänglich besinnlichen Ausblicke würden mit hektischen Anfällen von hyperaktivem Hüpfen und sausenden Slides explodieren, wobei Faustinos Kontrabass gereizt hinter Alcorns scheuem Morsecode-Unfug in „Two Distant Realties“ grolle. Manifesto sei ein Beweis für die grenzenlose Kreativität einer Künstlerin, die mutig über Konventionen hinausgehe.